# NoJazz
I noJazz sono una band francese contaminata da elementi di jazz ed elettronica; la loro musica è un crossover abilmente mixato di suoni comprendenti sia la cultura afroamericana (con elementi caraibici e latini) sia quella del jazz europeo con elementi legati spesso a suoni Drum and Bass.
Influenze evidenti possono essere ricercate nella tradizione del "jazz etnico" di Joe Zawinul dell'ultimo periodo.
Hanno realizzato 4 CD in qualche caso invitando come "guest" grandi nomi della musica come Stevie Wonder in Have Fun.

## Membri
- Philippe Balatier: tastiere
- Philippe Sellam: sassofono
- Sylvain Gontard: tromba
- Pascal Reva: chitarra, batteria
- Jeffrey: voce

## Ex membri
- Guillaume Poncelet: tromba
- Mike Chekli: DJ
- Nicolas Folmer: tromba
- HKB FINN: voce

## Discografia
- NoJazz (2002)
- NoLimits (2004)
- Have Fun (2005)
- Zooland (2009)
- Live au Sunset (2013)